# 755

## Eventos
- An Lushan se revolta contra o chanceler Yang Guozhong em Yanjing, iniciando a Rebelião de An Lushan durante a dinastia Tang da China.[1]